# 程世抚
程世抚（1907年—1988年），字继高，男，祖籍四川云阳，生于黑龙江，中国园林专家、城市规划专家，曾任国家城市建设总局城市规划设计所顾问、总工程师，第三届全国人大代表，第五、六届全国政协委员。

## 家庭
父亲程德全。